# Madhusree Dutta

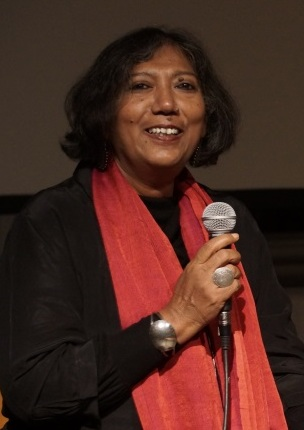
Madhusree Dutta (2016)

Madhusree Dutta (* 1959 in Jamshedpur) ist eine indische Filmemacherin, Autorin und Kuratorin.

## Biographie
Madhusree Dutta studierte Wirtschaftswissenschaften an der Jadavpur University in Kalkutta sowie Theaterwissenschaft an der National School of Drama in Neu-Delhi. 1990 war sie die Mitbegründerin von Majlis, einem interdisziplinären Kulturzentrum in Mumbai, das sich für die Rechte von Frauen einsetzt; bis März 2016 war sie Geschäftsführerin dieser Organisation. Sie ist ebenfalls Mitbegründerin der Kölner Akademie der Künste der Welt, Mitglied des akademischen Rates der Schule für Umwelt und Architektur in Mumbai wie auch aktives Mitglied der indischen Frauenbewegung und des Weltsozialforums (WSF).
1990 kuratierte Madhusree Dutta das erste feministische Kunstfestival Expression, das als Meilenstein des Feminismus in Indien angesehen wird. Weitere von ihr verantwortete Projekte waren India Sabka, ein Jugend-Festival mit dem Schwerpunkt Multikulturalität (2002), Import Export: Kultureller Austausch zwischen Indien und dem deutschsprachigen Europa (2005, Mumbai-Vienna-Berlin), Culture@WSF im Rahmen des Weltsozialforums (2014) und Moving People, ein Projekt zur künstlerischen Vernetzung von Asien und Afrika in Nairobi (2015). Während der Berlinale im Jahr 2010 hatte ihr multidisziplinäres Project Cinema City (2009–2013) mit einhundert Mitwirkenden aus den Bereichen Bildende Kunst, Architektur, Film und Sozialwissenschaften seine öffentliche Premiere.
Duttas erster Film war I Live in Behrampada von 1993, der im Jahr darauf den indischen Filmfare Award als bester Dokumentarfilm erhielt. In der Folge veröffentlichte sie weitere Dokumentar- und Kurzfilme, Videos und Sachfilme. Ihr Film Seven Islands and a Metro über Mumbai war 2006 einer der ersten Dokumentarfilme, der in Indien in Kinos gezeigt wurde. Darüber hinaus produzierte sie Dokumentarfilme von jungen Filmschaffenden. Ihre eigenen Filme erhielten drei nationale Filmpreise, und Retrospektiven ihrer Arbeiten wurden auf verschiedenen Filmfestivals gezeigt. Sie selbst gehörte mehrfach Jurys bei Filmwettbewerben an, darunter 2015 bei der Berlinale.
Am 5. Oktober 2015 beteiligte sich Madhusree Dutta an einer landesweiten Protestbewegung indischer Literatur- und Filmschaffender gegen die Kulturpolitik des Staates und gab wie 23 andere Künstler auch ihre nationalen Auszeichnungen zurück.
Seit 2018 lebt Dutta in Köln und war als Künstlerische Leiterin an der Akademie der Künste der Welt tätig. Ihre Tätigkeit endete mit Ablauf des Jahres 2021.
Im Juni 2019 wurde bekannt gegeben, dass sie als „Kulturmanagerin des Jahres 2018“ den Kölner Kulturpreis erhält.

## Publikationen (Auswahl)
- Mit Flavia Agnes und Neera Adarkar (Hrsg.): The nation, the state, and Indian identity. Bhatkal Books International, 1996, ISBN 978-81-85604-09-1 (englisch).
- Spice Adventures, A Majlis production, CDRom[15]
- Dates.sites : Project Cinema City : Bombay/Mumbai. A Majlis Project. Tulika Books, New Delhi 2012, ISBN 978-81-89487-99-7.
- Transit : [This publication ist part of KEYwording, a project by Madhusree Dutta and Ines Schaber]. Arsenal, Berlin 2013, ISBN 978-3-944692-11-1 (englisch).
- Mit Ines Schaber: Streik, Sergej M. Eisenstein = : Strike, Sergej M. Eisenstein. Ines Schaber/Arsenal, Institut für Film und Videokunst e.V., Berlin 2013, ISBN 978-3-944692-10-4.

## Auszeichnungen (Auswahl)
- 1996 National Award for Best Documentary on Social Issues
- 1998 RAPA Best Public Service Advertisement Award
- 2001 Indian Documentary Producers’ Association Award
- 2007 Special Jury Award, Film South Asia[2]
- 2019 Kölner Kulturpreis „Kulturmanagerin des Jahres 2018“[16]
- 2019 „Lifetime Achievement Award“, International Documentary and Short Film Festival of Kerala (IDSFFK)[17][18]